# Gorenji Lazi
Gorenji Lazi – wieś w Słowenii, w gminie Ribnica. W 2018 roku liczyła 43 mieszkańców.